# Charles Hall
Charles Hall (1740-1825) foi um médico, crítico social e socialista Ricardiano britânico que publicou em 1805 The Effects of Civilization on the People in European States (Os Efeitos da Civilização) condenando o capitalismo por sua incapacidade de reduzir a pobreza. No livro, ele argumenta que as desigualdades em termos de riqueza e da produção de luxos levou à exploração dos pobres, e seu sofrimento. Hall declarou que a exploração dos pobres era tão grave que "obtinham apenas o produto de uma hora de trabalho em cada oito".
Como um remédio para os problemas da sociedade, Hall propôs a reforma agrária e a tributação progressiva. Seus pontos de vista da teoria econômica, em particular a sua opinião sobre a exploração intensa dos pobres, foram importantes para o desenvolvimento do marxismo, e levaram muitos a considerá-lo um dos primeiros socialistas.

## Biografia
Hall nasceu na Inglaterra por volta de 1740, e estudou medicina na Universidade de Leiden, na Holanda. Depois de completar seus estudos médicos, Hall praticado na região Oeste da Inglaterra, onde adquiriu o "conhecimento íntimo das condições de vida da pobres ". Hall leu as teorias de uma série de influentes economistas clássicos, incluindo Thomas Malthus, David Ricardo e Adam Smith. Apesar de ele não concordar com muitas das idéias da economia clássica, ajudou a formar seu pensamento. O pensamento de Hall também foi moldada por sua amizade com a defensor da nacionalização da terra, Thomas Spence, com quem se correspondia regularmente.
Hall provavelmente passou a maior parte de sua vida em Tavistock, Devon, praticando medicina. Em 1785, ele publicou The Family Instructor Medical, um livro de referência médica. A partir daí, suas publicações foram principalmente de natureza económica. Em 1805, ele publicou sua principal obra, Os Efeitos da Civilização, seguido em 1813 por Observations on the Principal Conclusion in Mr. Malthus's Essay on Population. Em 1816, Hall foi preso por falta de pagamento de uma dívida de £ 157, e passou os seguintes nove anos na prisão de Fleet , antes de ser libertado em 21 de junho de 1825. Embora a data exata de sua morte é incerta, acredita-se que ele morreu pouco tempo depois.

## Os efeitos da Civilização (livro)
Depois de testemunhar os altos preços dos alimentos e a sua escassez  na Inglaterra a partir de 1795-1801, Hall começou a escrever The Effects of Civilization on the People in European States que demonstava as suas teorias econômicas. Ele argumentou que a causa da escassez de alimentos, era devido que muito poucas pessoas trabalhavam na agricultura, enquanto muitos eram empregados no comércio e industria. A partir deste argumento, Hall começou a sua definição de riqueza, argumentando que "a riqueza não consiste em coisas, mas no poder sobre o trabalho dos outros" ".

## Legado
Hall é amplamente considerado como chave para o desenvolvimento do pensamento marxista, e Karl Marx se referiu a ele como "um verdadeiro fenômeno na história do pensamento econômico". Hall também foi um precursor importante de Henry George, e um dos primeiros modernos reformadores da  questão agrária.
Muitos estudiosos também identificam Hall como um dos "primeiros socialistas", e um dos primeiros pensadores a reconhecer a importância da mais-valia e alugueis para a desigualdade social.